# 閘極介電層
閘極介電層是一種用在場效電晶體的閘道與基底上的介電質。以目前的科技水平，閘極介電層有許多的限制，如：
- 基底需有極少電子的平面（低密度的電子量子態）
- 高電容，以增加場效電晶體的互導。
- 足夠厚，以防止因量子穿遂效應的電穿擊和外洩。

電容和厚度的限制幾乎是相對的。對矽基場效電晶體來說，閘極介電層幾乎總是二氧化矽，因為熱氧化物會有很乾淨的平面。但無論如何，半導體工業對尋找有高介電係數的替代物質有著很高的興趣，這可以使閘極介電層在相同的厚度下能有更高的電容。

## 另見
- 高介電係數介電材料